# Google Trends
Google Trends（グーグルトレンド）は、Google 検索での上位の検索クエリを分析し、トレンドをグラフで見ることができるツール。公開は2006年5月10日。日本版の公開は2008年10月28日。
2008年8月5日、Googleは広告主向けの検索トレンド分析ツールであるGoogle Insights for Searchを公開したが、2012年9月27日にGoogle Insights for SearchはGoogle Trendsに統合した。

## 概要
Google Trendsでは、入力した単語の検索数をグラフで示してくれる。このときその単語に関連したニュースを見る事ができ、特に検索数が多いときに何があったのかが分かるようになっている。特定の国、期間に絞ったグラフを見ることもでき、また世界中の都市や国、言語毎にどこでの検索が最も多いのかのランキングも提供される。さらにコンマで区切ることにより複数の単語のグラフを比較することも可能である。
リアルタイムの検索トレンドとして急上昇ワードを見ることができるだけでなく、検索キーワードから1年を振り返るなどで、長いスパンでの検索トレンドから毎日のニュースまで幅広く知ることができる。

## 機能
一部の急上昇ワードは、急上昇ワードになっている理由を表示してくれる機能がある。
日本では、県ごとなどでどれぐらい検索されたか表示される機能がある。
マイナーな検索用語だと、表示されない場合がある。